# José de Lima Siqueira
José de Lima Siqueira (* 24. Juni 1907 in Conceição, Paraíba; † 22. April 1985 in Rio de Janeiro) war ein brasilianischer Dirigent und Komponist.
Siqueira erlernte in seiner Jugend das Saxophon- und Trompetenspiel und spielte Trompete in der Banda Sinfônica der Escola Militar. Von 1928 bis 1930 studierte er am Instituto Nacional de Música von Rio de Janeiro bei Francisco Braga und Walter Burle Marx. Er trat als Dirigent in den Vereinigten Staaten, Kanada, Frankreich, Portugal, Italien, Holland, Belgien und Russland auf und gründete das Orquestra Sinfônicas Brasileira (1940) und das Orquestra Sinfônica do Rio de Janeiro (1949). Daneben wirkte er als Professor an der Universidade do Brasil. 1945 gehörte er zu den Mitgründern der Academia Brasileira de Música (Stuhl 8).
Während eines Parisaufenthaltes 1953 besuchte er Kurse für Musikwissenschaft an der Sorbonne. Er gründete den Ordem dos Músicos do Brasil und wurde 1960 zu dessen Präsidenten gewählt. 1961 gründete er das Orquestra Sinfônica Nacional und 1967 das Orquestra de Câmara do Brasil. 1969 wurde er von der Militärdiktatur mit einem Lehr-, Publikations- und Dirigierverbot belegt und ging ins Exil in die Sowjetunion. Er wirkte dort als Dirigent des Moskauer Philharmonieorchesters und Juror bei internationalen Wettbewerben.
Siqueira komponierte mehrere Bühnenwerke, drei Sinfonien, drei sinfonische Dichtungen, drei Klavierkonzerte, ein Cellokonzert, kammermusikalische Werke, drei Oratorien, eine Kantate und zahlreiche Lieder. Außerdem veröffentlichte er mehrere musikpädagogische und -theoretische Werke, darunter Canto Dado em XIV Lições, Música para a Juventude (4 Bände), Sistema Trimodal Brasileiro und Curso de Instrumentação.